# Sara Bertelà
Sara Bertelà (La Spezia, 2 marzo 1966) è un'attrice italiana.

## Biografia
È nata a La Spezia, si è trasferita a Genova a cinque anni con il padre architetto, Giorgio Bertelà, e la madre, insegnante e poetessa, Anna Albani. Ha frequentato il Liceo linguistico Moraglia e dopo una intensa attività teatrale da ragazzina con Mimmo Chianese del Teatro La Chiave di Campo Pisano, a Genova, ha frequentato, ancora liceale, la scuola di recitazione del Teatro Stabile di Genova, dove si è diplomata nel 1987. Nel corso degli anni ha recitato con i principali registi italiani: Marco Sciaccaluga, Gianfranco De Bosio, Massimo Castri (l'interpretazione di Amoretto le valse il premio Duse), Benno Besson, Cristina Pezzoli, Valerio Binasco (conosciuto alla scuola di recitazione di Genova), Gabriele Lavia, Carlo Cecchi, Andrée Ruth Shammah, Cristina Comencini, Luca De Fusco.
Nel 1995, con Francesco Origo, Benedetta Buccellato e Valerio Binasco, ha costituito la compagnia I Durandarte, che ha portato in scena Re Cervo di Carlo Gozzi.

## Filmografia

### Cinema
- Piccole stelle, regia di Nicola Di Francescantonio (1988)
- Una vita scellerata, regia di Giacomo Battiato  (1990)
- Tre mogli, regia di Marco Risi (2001)
- Due amici, regia di Spiro Scimone e Francesco Sframeli (2002)
- Il mio miglior nemico, regia di Carlo Verdone (2006)
- Il pugile e la ballerina, regia di Francesco Suriano (2007)
- Christine Cristina, regia di Stefania Sandrelli (2009)
- Italy amore mio, regia di Ettore Pasculli (2013)
- Un bacio, regia di Ivan Cotroneo (2016)
- Favolacce, regia di Damiano e Fabio D'Innocenzo (2020)
- Il ritorno di Casanova, regia di Gabriele Salvatores (2023)

### Televisione
- Colletti bianchi – serie TV (1988)
- La vita che verrà – miniserie TV, episodio 4 (1999)
- Sei forte, maestro – serie TV (2000)
- Un posto al sole – serie TV (2001, nel ruolo di Chiara Lombardo, e 2011 nel ruolo di Aurora Iodice)
- Distretto di Polizia – serie TV, episodio 4x22 (2003)
- La freccia nera, regia di Fabrizio Costa – miniserie TV, 6 episodi (2006)
- Cotti e mangiati – Franco Bertini – sitcom (2006-2007)
- Provaci ancora prof! – serie TV, episodio 2x01 (2007)
- Una delle ultime sere di carnevale, regia di Giovanni Ribet – film TV (2007)
- Fuoriclasse – serie TV, episodio 1x07 (2011)
- Nero Wolfe – serie TV, episodio 1x08 (2012)
- Notte noir – miniserie TV (2014)
- Una pallottola nel cuore – serie TV, episodio 1x02 (2014)
- Blanca – serie TV, episodio 1x03 (2021)

### Cortometraggio
- Una scatola piena di luce, regia di Guia Zapponi (2018)

## Teatro

### Attrice
- La buona moglie, di Carlo Goldoni, regia di Marco Sciaccaluga. Teatro Stabile di Genova, 28 aprile 1987
- Quel ragazzaccio dell'Ovest, di John Millington Synge, regia di Anna Laura Messeri, Teatro Stabile di Genova, 9 giugno 1987, saggio della Scuola di recitazione del Teatro Stabile di Genova
- Pane altrui, di Ivan Sergeevič Turgenev, regia di Marco Sciaccaluga. Teatro di Genova, 18 ottobre 1988. Compagnia Carlo Giuffré
- Sentiamoci per Natale, di Maurizio Costanzo, regia di Mino Bellei. Teatro Parioli di Roma, 20 febbraio 1990
- Come vi piace, di William Shakespeare, regia di Marco Sciaccaluga. Teatro romano di Verona, 5 luglio 1990
- L'avaro, di Molière, regia di Gianfranco De Bosio. Teatro Olimpico di Vicenza, 22 settembre 1990. Teatro Stabile del Veneto
- Amoretto, di Arthur Schnitzler, regia di Massimo Castri. Teatro Storchi di Modena, 18 gennaio 1991. ATER- ERT
- Mille franchi di ricompensa, di Victor Hugo, regia di Benno Besson. Teatro Stabile di Genova, 4 giugno 1991
- Roberto Zucco, di Bernard-Marie Koltès, regia di Marco Sciaccaluga. Teatro Stabile di Genova, 9 maggio 1992
- O Lear, Lear, Lear!, adattamento di Giorgio Albertazzi del Re Lear di William Shakespeare, regia di Armand Delcampe. Teatro antico di Taormina, 13 agosto 1992
- La famiglia dell'antiquario, di Carlo Goldoni, regia di Marco Sciaccaluga. Teatro Olimpico di Vicenza, settembre 1993. Teatro Stabile del Veneto
- La tragedia spagnola, di Thomas Kyd, regia di Cristina Pezzoli, Fontanellato, Teatro Municipale, 25 settembre 1993
- Chi la fa l'aspetta, di Carlo Goldoni, regia di Giuseppe Emiliani. Teatro Verdi di Padova, ottobre 1994
- Il lungo pranzo di Natale, di Thornton Wilder, regia di Cristina Pezzoli. Compagnia del Teatro Due di Parma, 13 marzo 1995
- La scuola delle mogli, di Molière, regia di Cristina Pezzoli. Teatro Carignano di Torino, 2 maggio 1995
- Re Cervo, di Carlo Gozzi, regia di Valerio Binasco, Ventimiglia, 18 luglio 1995
- La Moscheta, di Ruzante, regia di Gianfranco De Bosio. Teatro Verdi di Padova, 8 novembre 1996
- Il principe travestito, di Pierre de Marivaux, regia di Cristina Pezzoli. Teatro Carignano di Torino, 18 maggio 1997
- Comedia senza titolo, di Anton Čechov, regia di Gabriele Lavia, Teatro Carignano di Torino, 6 dicembre 1997. Teatro Stabile di Torino
- Tre sorelle, di Anton Čechov, regia di Cristina Pezzoli, La Contemporanea 83, 1998
- Family voices, di Harold Pinter, regia di Valerio Binasco, Teatro Clandestino, 1998
- Il Gattopardo, di Giuseppe Tomasi di Lampedusa, lettura integrale del romanzo in 13 serate, a cura di Andrea Battistini, Teatro Carignano di Torino, dal 22 ottobre al 7 novembre 1998
- Hedda Gabler, di Henrik Ibsen, regia di Carlo Cecchi, Teatro Comunale di Ferrara, 7 gennaio 1999. Teatro Stabile di Firenze
- Natalia, di Danilo Macrì, regia di Valerio Binasco, Borgio Verezzi, 8 luglio 1999. Teatro Stabile di Genova
- Hotel dei due mondi, di Éric-Emmanuel Schmitt, regia di Andrée Ruth Shammah, Milano, Teatro Franco Parenti, 24 ottobre 2000
- Il gabbiano, di Anton Čechov, regia di Valerio Binasco, Teatro India di Roma, 18 maggio 2001. Teatro Stabile di Firenze
- Bash. Latterday play, di Neil LaBute, regia di Marcello Cotugno, Benevento Festival, settembre 2001
- Canto alla durata, di Peter Handke, regia di Sara Bertelà, Teatro Due di Parma, 30 settembre 2001
- L'anima buona di Sezuan, Bertolt Brecht, regia di Marco Sciaccaluga, Teatro Stabile di Genova, 2002
- 11 settembre – Due torri, testo e regia di Nicola Pannelli, 1 febbraio 2002
- Tomba di cani, di Letizia Russo, regia di Cristina Pezzoli, Benevento, 14 settembre 2002
- Roma 335, di Carlo Bernari, regia di Paolo Castagna, Roma, Parco Archeologico del Teatro Marcello, 2 novembre 2002
- Irina Prozorova-Papaleo, di Sara Bertelà e Stefano Costantini, regia di Sara Bertelà, Benevento Città Spettacolo, settembre 2003
- La memoria dell'acqua, di Shelagh Stephenson, regia di Massimiliano Farau, Teatro Due di Parma, 2003-2004
- Petronilla Graie, di Francesco Suriano, regia di Stefania De Santis, San Quirico d'Orcia, 10 agosto 2004
- Crossfades, di Stefano Costantini, regia di Sara Bertelà, Benevento Città Spettacolo, 10 settembre 2004
- L'alchimista, di Ben Jonson, regia di Jurij Ferrini, Teatro Comunale di Ferrara, 18 gennaio 2005. Teatro Stabile di Genova
- L'illusione comica, di Pierre Corneille, regia di Marco Sciaccaluga, Teatro Stabile di Genova, 6 aprile 2006
- Due partite, testo e regia di Cristina Comencini, Teatro Mancinelli di Orvieto, 1 dicembre 2007
- Lei. Cinque storie per Casanova, monologo di Benedetta Cibrario, regia di Luca De Fusco, Napoli Teatro Festival Italia, 13 giugno 2008
- Un giorno d'estate, di Jon Fosse, regia di Valerio Binasco, Piccolo Eliseo di Roma, 11 novembre 2008
- Jack & Jill, di Jane Martin, regia di Beppe Rosso, Teatro Gobetti di Torino, 14 Aprile 2009
- Ultimi rimorsi prima dell’oblio, di Jean-Luc Lagarce, regia di Lorenzo Loris, Teatro Out Off di Milano, 3 giugno 2009
- Una specie di Alaska, di Harold Pinter, regia Valerio Binasco, Teatro Franco Parenti di Milano, 11 dicembre 2009
- Le strade della libertà, drammaturgia e regia di Paolo Castagna, Fondazione Corriere della Sera, 12 aprile 2010
- Filippo, di Vittorio Alfieri, regia di Valerio Binasco, Teatro Carignano di Torino, 16 novembre 2010
- Il ritorno, di Carlotta Clerici, regia di Marco Bernardi, Teatro Stabile di Bolzano, 10 novembre 2011
- Exit, testo e regia di Fausto Paravidino, Teatro Stabile di Bolzano, 10 maggio 2012
- Le troiane, di Euripide, regia di Marco Bernardi, Teatro Stabile di Bolzano, 8 novembre 2012
- Il ballo, di Irène Némirovsky, Ridotto del Teatro Mercadante di Napoli, 9 giugno 2014
- Ivanov, di Anton Čechov, regia di Filippo Dini, Fondazione Teatro Due, 14 febbraio 2015
- Troiane. Istruzioni per l’uso, testo e regia di Roberto Tarasco, Galleria Toledo di Napoli, 24 marzo 2015. Prod. Nidi di Ragno
- Il borghese gentiluomo, di Molière, regia di Filippo Dini, Teatro Stabile di Genova, 19 ottobre 2016
- Lasciatemi sola, dal romanzo di Marcelle Sauvageon, regia di Paola Donati, Galleria Toledo di Napoli, 11 maggio 2017
- La scuola delle scimmie, testo e regia di Bruno Fornasari, Teatro Filodrammatici di Milano, 25 gennaio 2018
- Cita a ciegas (Confidenze fatali), di Mario Diament, regia di Andrée Ruth Shammah, Teatro Franco Parenti di Milano, 6 marzo 2018
- Molière / Il Misantropo (ovvero Il nevrotico in amore), regia di Valter Malosti, Fondazione TPE di Torino, 27 novembre 2018
- Bed Boy Jack, scritto e diretto da Bruno Fornasari, Napoli Teatro Festival Italia, 3 luglio 2020
- Niente di me, di Arne Lygre, regia di Jacopo Gassmann, Teatro Piccolo Arsenale di Venezia, 23 settembre 2020
- Sorelle, scritto e diretto da Pascal Rambert, Teatro Astra di Torino, 4 maggio 2021
- L'intervista, di Pascal Rambert, regia di Sara Bertelà, Napoli Teatro Festival Italia, 11 luglio 2022
- Sei personaggi in cerca d'autore di Luigi Pirandello, regia di Valerio Binasco, Teatro Stabile di Torino, 18 aprile 2023
- Chi come me di Roy Chen, regia di Andrée Ruth Shammah, Teatro Franco Parenti di Milano, 5 aprile 2024.
- Amleto, regia di Davide Sacco, 2024

### Regista
- Il pergolato di tigli, di Conor McPherson, Teatro Festival Parma, 2000-01
- Canto alla durata, di Peter Handke, Teatro Due di Parma, 30 settembre 2001
- Irina Prozorova–Papaleo, di Sara Bertelà e Stefano Costantini, Benevento Città Spettacolo, settembre 2003
- Crossfades, di Stefano Costantini, Benevento Città Spettacolo, 10 settembre 2004
- L'intervista, di Pascal Rambert, Napoli Teatro Festival Italia, 11 luglio 2022

### Aiuto regista
- La bella regina di Leenane, di Martin McDonagh, regia di Valerio Binasco. Teatro Duse di Genova, 30 maggio 1998

## Riconoscimenti
- 1991 – Premio Duse come Miglior attrice emergente nel ruolo di Christine in Amoretto di Schnitzler.
- 2006 – Premio E.T.I. Gli Olimpici del Teatro come Miglior attrice non protagonista nello spettacolo L'illusione comica di Corneille.
- 2011 – Premio Agave di Cristallo – Menzione alla carriera[3].
- 2013 – Premio Le Maschere del Teatro Italiano come Miglior attrice protagonista nello spettacolo Exit.
- 2014 – Premio ANCT – Associazione Nazionale dei Critici di Teatro: «artista versatile, capace di incarnare sulla scena e anche sullo schermo [...] la molteplicità della natura femminile, e di spaziare dal tragico al comico con pari efficacia e credibilità.»[4]
- 2021 – Premio Le Maschere del Teatro Italiano come Miglior attrice non protagonista in Molière / Il Misantropo (ovvero Il nevrotico in amore)